# Saint-Nicolas-des-Biefs
 Saint-Nicolas-des-Biefs  là một xã ở tỉnh Allier thuộc miền trung nước Pháp.